# 가시스람쥐
가시스람쥐(Rattus feliceus)는 시궁쥐속에 속하는 설치류의 일종이다. 인도네시아 스람섬에서만 발견되며, 종소명과 일반명은 바로 분포 지역 이름에서 유래했다.